# Bruchwetter
Die Bruchwetter ist ein 17,9 Kilometer langer Fluss durch die Bleckeder Elbmarsch.

## Geografie

### Verlauf
Die Bruchwetter beginnt in Bleckede, fließt parallel zur Elbe und mündet südlich von Echem in die Alte Neetze. Die Bruchwetter liegt im Landschaftsschutzgebiet „Marschhufenlandschaft zwischen Marsch- und Bruchwetter“.

## Zustand
Die Gewässerqualität der Bruchwetter hat die Güteklasse II–III (kritisch belastet).

## Fauna
Eine Beschattung ist nur stellenweise vorhanden. Das Gewässer verkrautet stark und hat nur eine sehr geringe Fließgeschwindigkeit. Bei Ahrenschulter ist der Fluss zu einem langgestreckten See, dem Ahrenschulter See, verbreitert.
Die klare, und zunächst grabenartig ausgebaute Bruchwetter ist bereits zu Beginn vollständig mit Wasserpflanzen bewachsen. Von diesen ist der Gemeine Wasserstern (Callitriche palustris) häufig. Gelbe Teichrose (Nuphar lutea) und Pfeilkraut (Sagittaria sagittifolia) wachsen häufig. Insgesamt zeigt der Fluss einen artenreichen heterogenen Bewuchs. Eine mächtige Faulschlammschicht mit Oxidationshaut bedeckt die Sohle. Verschiedene Schnecken und Wasserkäfer sowie Rote Zuckmückenlarven der Chironomus-thummi-Gruppe sind die dominierenden Arten des Makrozoobenthos.